# 夫木和歌抄
『夫木和歌抄』（ふぼくわかしょう、夫木抄、夫木和歌集、夫木集）は、鎌倉時代後期に成立した私撰和歌集。選者は地方武士の藤原長清（生没年不詳）。
『万葉集』以来の和歌のうち、勅撰和歌集に採録されなかったものを収集したもので、採録した和歌は17,387首、歌人数は約970人という巨編である。全36巻からなり、これを主題別に591カテゴリーに分類してある。原典となる和歌集が既に散逸するなどして現存しない和歌を多く含んでおり、国文学研究の上で重要な資料に位置づけられている。

## 撰者
撰者の藤原長清は、遠江国榛原（静岡県牧之原市）の勝間田城城主で、勝間田長清ともいう。生没年は不詳である。
京にのぼって歌人冷泉為相に師事して和歌を修め『夫木和歌抄』を編纂するに至った。長清は時宗に帰依しており、一遍の弟子の僧他阿（1237年 - 1319年）に学んだ。延慶3年（1310年）に他阿を訪問して歌合を開いたことが知られていて『夫木和歌抄』はその頃に完成したと推定されている。地方豪族の出自でありながら和歌集を編纂したというのは類稀なものとされる。

## 歌集の編纂と題名の由緒
『夫木和歌抄』は採録された和歌の数が膨大で、なおかつ歌題別になっていて、一部は歌枕のいろは順に掲載されている。これは、後の時代に勅撰集を編纂しようとする際の助けとなることを意図されたものとみなされている。また、和歌を学ぶ者のための参考書となることも目指していたという。後代の写本のなかには「此道に志あらん人のため」に編纂したとの記述もある。
この和歌集がつくられた当時は、京極為兼の主導で勅撰和歌集である『玉葉和歌集』を編纂している時期だった。藤原長清の師、冷泉為相は『玉葉和歌集』の撰者に加わろうと名乗り出たが叶わなかった。藤原長清が『夫木和歌抄』を編纂した動機には、こうした事情も背景にあったものと推測されている。
藤原長清はこの和歌集の題名を決めようとしていた頃、夢に大江匡房（平安時代の歌人）が出てきて「扶桑集」にせよと告げられたという。これを冷泉為相に諮ったところ「扶桑」は日本国の美称であり些か僭越であるとして「扶」の字から「夫」を、「桑」の字から「木」を採り「夫木集」という名にすべしといって決まったものである。

## 構成
『夫木和歌抄』は『万葉集』を含め、様々な和歌集や歌合で詠まれた和歌のうち『古今和歌集』から『新後撰和歌集』までの勅撰和歌集に掲載されたことがない和歌を収集したものである。採録された歌人はおよそ970人、歌は17,387首に及ぶ。歌人は老若男女身分の聖俗を問わず収集されるが、和歌を巡って京極派の京極為兼と対立していた二条派の歌人の作品は少ない。
これらの和歌は主題別に591に分類されている。基本的には「四季」とそれ以外の「雑」に大別され、各18巻、計36巻からなる。
「四季」の部は「春」（1巻から6巻）「夏」（7巻から9巻）「秋」（10巻から15巻）「冬」（16巻から18巻）となっている。四季の部の構造は勅撰和歌集に類似している。
「雑」の部は19巻から36巻あり、天象、地儀から人倫、人事まで10種類に分類されている。このなかには動植物を詠んだ珍しいタイプの和歌も多く採録されている。写本によって差異があるが、地儀の部では「山」一般を並べた後に山の歌枕がいろは順に並べられている。人事の部には「恋」などがある。

## 評価
冷泉為相は『玉葉和歌集』に名を連ねることはできなかったが『夫木和歌抄』は『玉葉和歌集』の参考にされたという。また、後代の和歌集編纂や歌学の参考書となった。